# Islote Piedra de San Jose
Islote Piedra de San Jose är en ö i Mexiko.   Den ligger i delstaten Baja California, i den västra delen av landet, 1 900 km nordväst om huvudstaden Mexico City.